# Asticta nesoddensis
Asticta nesoddensis là một loài bướm đêm trong họ Erebidae.